# Pulîno-Huta, Cervonoarmiisk
Pulîno-Huta (în ucraineană Пулино-Гута) este localitatea de reședință a comunei Pulîno-Huta din raionul Cervonoarmiisk, regiunea Jîtomîr, Ucraina.

## Demografie
Componența lingvistică a localității Pulîno-Huta
     Ucraineană (98,77%)
     Alte limbi (1,23%)
Conform recensământului din 2001, majoritatea populației localității Pulîno-Huta era vorbitoare de ucraineană (98,77%), existând în minoritate și vorbitori de alte limbi.